# Николаев, Семён Васильевич
Семён Васи́льевич Никола́ев (7 сентября 1936, д. Первые Сарсы, Красноуфимский район, Свердловская область — 29 мая 2014, г. Йошкар-Ола, Республика Марий Эл, Россия) — марийский советский и российский поэт, журналист, редактор, педагог, член Союза писателей СССР с 1967 года. Народный поэт Республики Марий Эл (1996). Лауреат премии Марийского комсомола им. Олыка Ипая (1970) и Государственной премии Марийской ССР (1991).

## Биография
Родился в крестьянской семье. Окончил Большетавринскую семилетнюю школу (Свердловская область) и Краснокамское педагогическое училище (Башкирия). В 1956 году приехал в Йошкар-Олу, учился на историко-филологическом факультете МГПИ им. Н. К. Крупской, который окончил в 1961 году.
Работал в МГПИ ассистентом кафедры марийского языка, преподавал марийский фольклор, секретарем комитета комсомола.
Занимался активной журналистской деятельностью: корреспондент и редактор марийского радио, инспектор Министерства культуры, главный редактор Марийского телевидения, заместитель главного редактора журнала «Пачемыш». В течение 9 лет был главным редактором журнала «Ончыко». Работал литературным консультантом марийского Союза писателей, руководил лабораторией по работе с молодыми авторами при Республиканском центре народного творчества. Вёл и общественно-политическую работу: советник госсекретаря Марий Эл.
Умер 29 мая 2014 года в Йошкар-Оле.

## Литературная деятельность
Писать стихи начал в юности, публиковаться — во время учёбы в МГПИ. Первый сборник стихотворений «Шулдыраҥме пагыт» («Когда вырастают крылья») вышел в 1962 году. Похожие мотивы звучали в следующем сборнике стихов «Латкандаш ияш-влак» («Восемнадцатилетние»). Стал известен широкому кругу читателей после издания поэм «Мустафа», «Менсуло», «Йошкар оҥан кайык» («Красногрудая птица»).
За 50 лет литературной деятельности издал 17 сборников. Многие знакомы с его книгой очерков о писателях и их творчестве «Мутын нелыже да ямдыже» («Боль и радость слова»), сборником сказок-поэм «Йомак — умбаке» («Добрым молодцам урок») и др.
На многие его стихи композиторами написаны песни (всего более 300 песен). Стихи поэта выходили в журналах «Нева», «Волга», «Октябрь», в газете «Литературная Россия». Три книги изданы на русском языке в Йошкар-Оле и Москве.
Поэтические произведения переведены на русский, украинский, эстонский, финский, удмуртский, мордовский, чувашский и другие языки. В свою очередь он перевёл на марийский язык пьесы В. Шекспира, Мольера, А. Островского, сценический вариант карело-финского эпоса «Калевала».
Автор либретто второй марийской оперы И. Молотова «Элнет» (по роману С. Чавайна), оперы «Сар» по трилогии М. Рыбакова.

## Звания и награды
- Народный поэт Республики Марий Эл (1996)
- Премия Марийского комсомола им. Олыка Ипая (1970)
- Государственная премия Марийской ССР (1991)[5]

## Основные произведения
Список основных произведений С. Николаева на марийском языке и в переводе на русский язык:

### На марийском языке
- Шулдыраҥме пагыт: почеламут-вл. [Когда вырастают крылья: стихи]. — Йошкар-Ола, 1962. — 52 с.
- Латкандаш ияш-влак: почеламут ден муро-влак [Восемнадцатилетние: стихи и песни]. — Йошкар-Ола, 1967. — 68 с.
- 77 муро: муро-вл. [77 песен]. — Йошкар-Ола, 1971. — 128 с.
- Мустафа: поэма-вл. — Йошкар-Ола, 1974. — 100 с.
- Омыдымо пагыт: почеламут, муро, поэма [Беспокойная пора: стихи, песни, поэмы]. — Йошкар-Ола, 1979. — 128 с.
- Эл шижме тат: почеламут, либретто, муро [Чувство Родины: стихи, либретто, песни]. — Йошкар-Ола, 1986. — 128 с.
- Тӱнян тазалыкше: почеламут, муро, поэма [Здоровье мира: стихи, песни, поэма]. — Йошкар-Ола, 1990. — 192 с.
- Мутын нелыже да ямдыже: сылнымут очерк, почеламут [Боль и радость слова: лит. очерки, стихи]. — Йошкар-Ола, 1993. — 240 с.
- Йомак — умбаке!: почеламут дене серыме куд марий йомак [Добрым молодцам урок: шесть марийских сказок в стихах]. — Йошкар-Ола, 1994. — 192 с.
- Мутын нелыже да ямлыже: сылнымут очерк, почеламут [Боль и радость слова: лит. очерки, стихи]. — Йошкар-Ола, 1996. — 240 с.
- Мыйын Сарсадем: почеламут, муро, поэма [Сарсаде моя: стихи, песни, поэмы]. — Йошкар-Ола, 1997. — 296 с.
- Саман пудыранчык: почеламут, поэма, либретто, муро [Изломы века: стихи, поэмы, либретто, песни]. — Йошкар-Ола, 2000. — 304 с.
- Йӧратымем, ойгем, чон тынысем: ойырен налме муро, почеламут, поэма, йомак [Любовь моя, печаль моя и счастье: избр. песни, стихи, поэма, сказка]. — Йошкар-Ола, 2005. — 288 с.

### В переводе на русский язык
- Родной язык: стихи / пер. С. Сомовой // Марийская поэзия. — М., 1960. — С. 322—323.
- Мой марийский Урал: стихи и поэма. — М., 1974. — 56 с.
- Окна моего детства: стихи и поэмы. — Йошкар-Ола, 1977. — 112 с.
- Бессонница: стихи, поэмы / пер. А. Смольникова. — Йошкар-Ола, 1982. — 128 с.
- Порой меня друзья за чашкой чая…: стихи / пер. А. Смольникова // Между Волгой и Уралом. — Уфа, 1982. — С. 83.
- Мать: стихи / пер. А. Смольникова // Между Волгой и Уралом. — Казань, 1987. — С. 93—95.